# Liste der Einträge im National Register of Historic Places im Erath County
Die Liste der Registered Historic Places im Erath County führt alle Bauwerke und historischen Stätten im texanischen Erath County auf, die in das National Register of Historic Places aufgenommen wurden.

## Aktuelle Einträge
| Lfd. Nr. | Name im NRHP                 | Bild | Datum der Eintragung | Adresse/Lage            | Ort          | NRHP-ID  | Beschreibung |
| -------- | ---------------------------- | ---- | -------------------- | ----------------------- | ------------ | -------- | ------------ |
| 1        | Berry House                  |      | 15. Mai 1980         | 525 E. Washington St.   | Stephenville | 80004116 |              |
| 2        | Bluff Dale Suspension Bridge |      | 20. Dez. 1977        | Berry’s Creek Rd.       | Bluff Dale   | 77001440 |              |
| 3        | Erath County Courthouse      |      | 18. Aug. 1977        | Public Sq.              | Stephenville | 77001441 |              |
| 4        | Thurber Historic District    |      | 17. Aug. 1979        | S of Thurber            | Thurber      | 79002936 |              |
| 5        | Wyatt-Hickie Ranch Complex   |      | 26. Dez. 1985        | Off US 281 NW of TX 913 | Stephenville | 85003162 |              |